# Richard Müller
Richard Gustav Müller (Hartha, 17 de julio de 1903-Radebeul, 7 de julio de 1999) fue un químico alemán considerado como el «padre de la silicona».

## Vida y trabajos

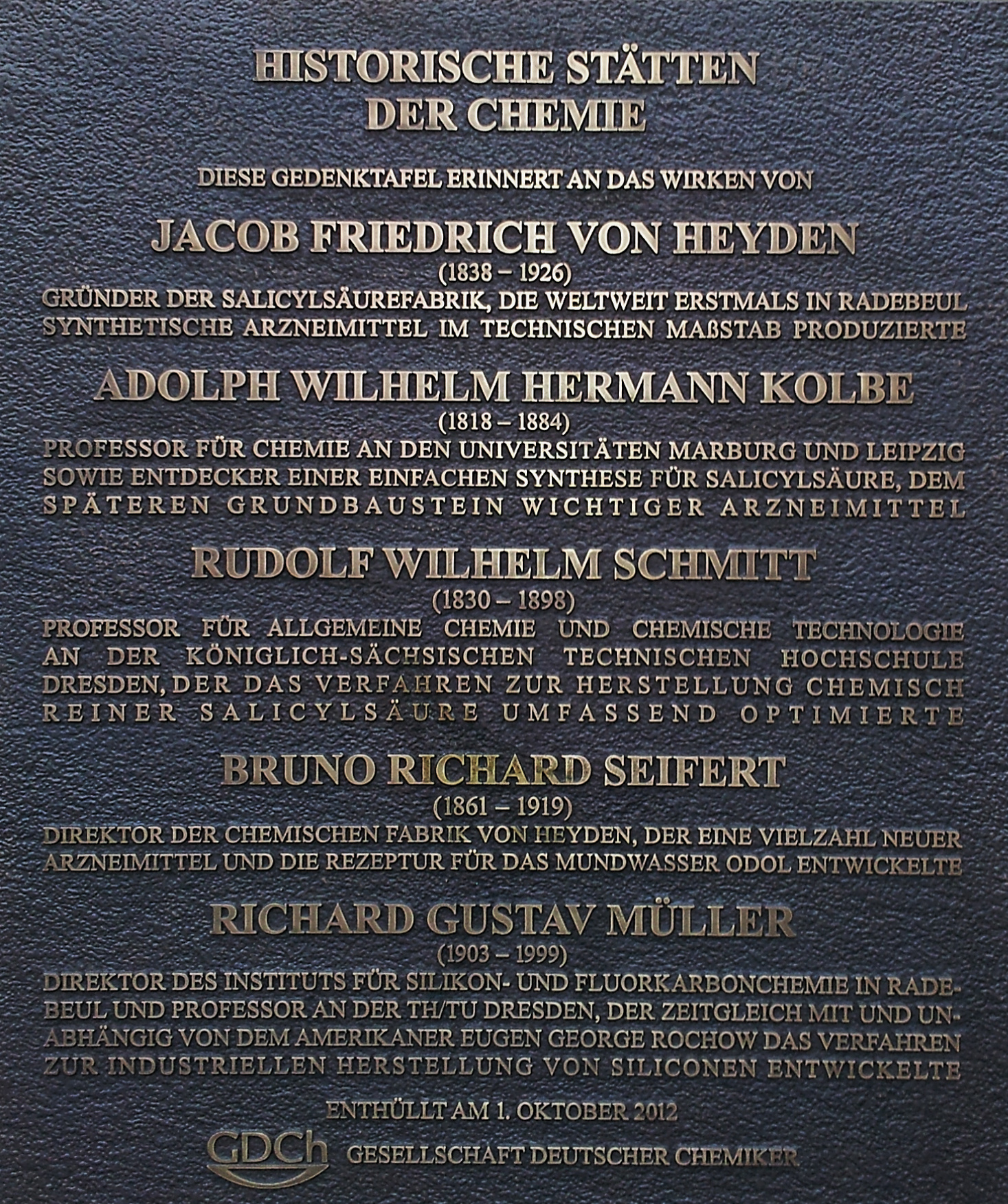
Placa conmemorativa en Radebeul dedicada a Friedrich von Heyden, Hermann Kolbe, Rudolf Schmitt, Richard Seifert y Richar Müller.

Estudió en la Universidad de Leipzig, donde se doctoró en 1931. Después trabajó como jefe de laboratorio en la Chemische Fabrik v. Heyden en Radebeul. Durante sus investigaciones allí consiguió en 1941 producir metilclorosilanos, que son el producto básico para la producción de silicona.
El químico estadounidense Eugene G. Rochow también desarrolló ese método de forma simultánea e independiente, por lo que ahora se le denomina Proceso de Müller-Rochow.
Müller jugó un papel clave en la reconstrucción de la industria química en Radebeul después de la Segunda Guerra Mundial. En 1952 fue director en Nünchritz de la VEB Silikon-Chemie, una de la Chemische Fabrik v. Heyden, y en 1953 fue nombrado director científico de la empresa.
Durante la Sublevación de 1953 en Alemania del Este fue portavoz de los trabajadores mientras la Chemische Fabrik v. Heyden era nacionalizada.
Entre 1954 y 1972 fue director del Institut für Silikon- und Fluorcarbonchemie de la Universidad Técnica de Dresde, en la que fue nombrado doctor honoris causa.
Se encuentra enterrado en el cementerio Radebeul-Ost. 

## Reconocimientos
- 1951 Premio Nacional de la RDA
- 1962 Medalla Clemens Winkler

### Eponimia
- Desde 2001 una calle de Radebeul lleva su nombre.

## Obra
- Beiträge zur Kenntnis des Systems Nickeloxyd-Sauerstoff-Wasser (1931)